# Ticlopidin
Ticlopidin ist ein Arzneistoff aus der Gruppe der Thrombozytenaggregationshemmer, es setzt also die Fähigkeit der Verklumpung von Blutplättchen herab.

## Substanzklasse
Ticlopidin ist ein ADP-Rezeptor-Hemmstoff aus der Gruppe der Thienopyridinderivate (vgl. Clopidogrel).

## Wirkungsweise
Thienopyridinderivate binden irreversibel an den P2Y12-Rezeptor der Thrombozyten. Hierdurch wird die Aktivitätssteigerung aktivierter Thrombozyten sowie die Aktivierung noch inaktiver Thrombozyten durch ADP, welches von aktivierten Thrombozyten selbst ausgeschüttet wird, gehemmt. Die ADP-Blockade bewirkt über einen intrazellulären Mechanismus eine indirekte Hemmung des Glycoprotein IIb/IIIa-Komplexes (vgl. GPIIb/IIIa-Antagonisten, Tirofiban), der für die Bindung von Fibrinogen verantwortlich ist, und somit eine Verminderung der Vernetzung von Thrombozyten zu Thromben. Entstehende Thromben sind unter Behandlung mit Ticlopidin (ebenso Clopidogrel) kleiner und strukturell lockerer, so dass sie vom Blutstrom leichter aufgelöst und weggespült werden können. Beobachtete Thromben unter Therapie waren zu klein, um zu einem Gefäßverschluss führen zu können.
Ticlopidin und Clopidogrel unterscheiden sich in ihrer Molekülstruktur nur um eine Seitengruppe, Ticlopidin kann jedoch als Vorläufersubstanz von Clopidogrel verstanden werden, welches heute deutlich häufiger zum Einsatz kommt.

## Indikation
Ticlopidin kann eingesetzt werden zur Gerinnungshemmung nach Myokardinfarkten, bei bekannter KHK, nach Ballon-Dilatation oder Stent-Einlage. Durch die Verfügbarkeit moderner Substanzen (z. B. Clopidogrel, Prasugrel, Ticagrelor) mit geringerem Nebenwirkungsrisiko hat die Substanz jedoch stark an Bedeutung verloren.

## Nebenwirkungen und Anwendungsbeschränkungen
Gelegentlich:
Blutbildveränderungen (Neutropenie in 1 % der Fälle, Agranulozytose), Mundulcera, Fieber, Schwindel, Kopfschmerzen, Schwäche, Appetitlosigkeit, Unwohlsein, Ohrensausen, Herzklopfen, Schlaflosigkeit, depressive Verstimmung
Selten:
Thrombozytopenie, Panzytopenie, medulläre Aplasien, Leukozytopenie (BB-Kontrolle, Blutungsneigung, Infektanfälligkeit), Diarrhö (Mikroskopische Colitis), Übelkeit, allergische Reaktionen, allergische Vaskulitis, Lupus erythematodes, Leberfunktionsstörung, Erhöhung von Cholesterin und Triglyceriden um ca. 10 %.
Bei rückenmarksnahen Regionalanästhesie-Verfahren (Spinalanästhesie bzw. Periduralanästhesie) sollte Ticlopidin zehn Tage vorher abgesetzt werden, kann aber unmittelbar nach dem Eingriff wieder gegeben werden.

## Wechselwirkungen
Konzentrationsminderung im Blut durch Antacida, Steigerung durch Cimetidin.
Senkung der Digoxinkonzentration bei gleichzeitiger Einnahme durch Ticlopidin um 20–30 %.
Ticlopidin wird über das Cytochrom P450-System abgebaut, daher Beeinflussung der Halbwertszeiten all jener Medikamente, die über das gleiche System metabolisiert werden (z. B. Sedativa, Hypnotika, Theophyllin, Phenytoin).

## Kontraindikationen
Kinder, Schwangerschaft und Stillzeit, bekannte Blutbildveränderungen, hämorrhagische Diathese, akute GI-Blutung.

## Handelsnamen
Monopräparate
Thrombodine (A), Tiklid (A), Tiklyd (D), diverse Generika (D)